# 小康庄站
小康庄站是一个京广铁路、邯黄铁路、和邢铁路上的铁路车站，位于河北省邢台市信都区东郭村镇，建于1954年，目前为二等站，由北京局集团管辖。目前不办理客运业务；不办理行李、包裹托运；不办理货运营业。